# Otok (Regione spalatino-dalmata)
Otok  è un comune della regione spalatino-dalmata in Croazia. Al censimento del 2011 possedeva una popolazione di 5.468 abitanti.

## Località
Il comune di Otok è suddiviso in 6 frazioni (naselja):
- Gala
- Korita
- Otok
- Ovrlje
- Ruda
- Udovičić